# Kristall Palm Beach
Koordinaten: 49° 24′ 22″ N, 11° 0′ 22″ O
Das Kristall Palm Beach ist ein Erlebnisbad in Stein bei Nürnberg.
Neben der Therme Erding ist dieses Erlebnisbad eines der größten Bäder in Bayern.

## Geschichte
Das 1979 eröffnete städtische Schwimmbad wurde von der Stadt Stein im Jahre 1993 an Heinz Steinhart verkauft. Das Erlebnisbad gehörte früher zur Kristall Bäder AG.
Neben dem Erlebnisbad in Stein betreibt die Unternehmerfamilie Steinhart die Erlebnisbäder Miramar in Weinheim und Aqualand in Köln.

## Bereiche
Das Kristall Palm Beach besteht aus drei Bereichen, dem Erlebnisbad mit Wasserrutschen, der Therme und dem Saunabereich.

### Erlebnisbad
Größtes Becken im Erlebnisbad ist das Wellenbecken, neben dem Wellenbecken gibt es ein Kinderbecken, ein Becken mit Poolbar, ein 25-Meter Sportbecken, Whirlpools, ein Außenbecken mit Strömungskanal und ein Restaurant.
Das Erlebnisbad verfügt über 15 Wasserrutschen; vier Rutschen befinden sich im Außenbeich und sind nur im Sommer geöffnet.
Die zwei Innen-Rutschentürme haben eine „Weltraumfahrt“ Thematisierung.
Die Doppel-Loopingrutsche Pegasus II war die erste ihrer Art in Deutschland und wurde am 12. Dezember 2012 eröffnet. Micaela Schäfer, Diana Herold und Daniel Küblböck waren eingeladen die neue Wasserrutschen als erstes zu testen.

### Kristall Therme
In dem Thermenbereich befinden sich fünf Innen- und ein Außenbecken mit 33 bis 36 Grad warmen Thermalwasser. Ebenso befindet sich dort ein Infrarot-Ruheraum, ein Dampfbad und physiotherapeutische Angebote.

### Sauna & Wellness
Im Innen- und Außenbereich befinden sich 15 Saunen, Infrarotkabinen, Dampfbäder, Whirlpools, Kältekammern, ein Kneipp-Becken sowie ein kleines Schwimmbecken. Erwähnenswert sind die Gondelsauna und Helikoptersauna im Außenbereich. Die Gondelsauna fährt zum Saunaaufguss 12 Meter in die Höhe. Die Helikoptersauna ist in einem original Helikopter von einer Bergrettung eingebaut. (Nach eigener Aussage die erste Heli-Sauna der Welt.)

## Trivia
Das Maskottchen des Erlebnisbades ist ein blauer Delfin (Fini).

## Veranstaltungen (Auszug)
Von Anfang Oktober bis Ende März findet abends im Wellenbad eine Lasershow mit Musik statt.

## Verkehrsanbindung
Das Kristall Palm Beach ist etwa 25 Autominuten von Nürnberg entfernt. Von Nürnberg aus fährt ein Bus unmittelbar bis vor das Freizeitbad.